# Patamulo (pera)
Patamulo, es el nombre de una variedad cultivar de pera europea Pyrus communis. Esta pera está cultivada en la colección de la Estación Experimental Aula Dei (Zaragoza). Esta pera también está cultivada en diversos viveros entre ellos algunos dedicados a conservación de árboles frutales en peligro de desaparición. Esta pera variedad muy antigua es originaria de España, en la provincia de León (comunidad autónoma de Castilla y León), y tuvo su mejor época de cultivo comercial antes de la década de 1960, y actualmente en menor medida aún se encuentra.

## Sinonimia
- "Patamulo 1029".[1]

## Historia
En España 'Patamulo' está considerada incluida en las variedades locales autóctonas muy antiguas, cuyo cultivo se centraba en comarcas muy definidas. Se caracterizaban por su buena adaptación a sus ecosistemas y podrían tener interés genético en virtud de su adaptación. Se encontraban diseminadas por todas las regiones fruteras españolas, aunque eran especialmente frecuentes en la España húmeda. Estas se podían clasificar en dos subgrupos: de mesa y de cocina (aunque algunas tenían aptitud mixta).
'Patamulo' es una variedad clasificada como de mesa, se utiliza también en la cocina, difundido su cultivo en el pasado por los viveros comerciales y cuyo cultivo en la actualidad se ha reducido a huertos familiares y jardines privados.

## Características
El peral de la variedad 'Patamulo' tiene un vigor medio; florece a finales de abril; tubo del cáliz en cubeta, prácticamente sin conducto.
La variedad de pera 'Patamulo' tiene un fruto de tamaño medio; forma esférica, modificada por una protuberancia carnosa en la base del pedúnculo u ovoide apuntada hacia el pedúnculo sin llegar a formar cuello, simétrica o ligeramente asimétrica, contorno redondeado; piel lisa, brillante; color de fondo amarillo claro o verdoso con chapa muy variable rojo ciclamen claro, no uniforme, exhibe un punteado muy abundante, en general menudo, ruginoso-"russeting", muy visible, zona ruginosa más o menos extensa formando cuarteado alrededor del ojo, "russeting" (pardeamiento áspero superficial que presentan algunas variedades) débil; pedúnculo muy fino, ligeramente engrosado y carnoso en la base, a veces confundiéndose con la protuberancia del fruto y como prolongación de éste, implantado derecho; cavidad peduncular nula; cavidad calicina de anchura media, poca profundidad, con el borde suavemente ondulado; ojo grande o medio, abierto; sépalos carnosos, cóncavos y erectos en la base con las puntas dobladas hacia fuera o partidas.
Carne de color blanco; textura de tipo firme, crujiente, algo granulosa; sabor dulce pero sin aroma, soso, astringente; corazón de tamaño medio. Eje largo, de anchura variable, abierto, de interior lanoso o relleno. Celdillas amplias o medianas, elíptico-redondeadas. Semillas de tamaño grandes, elípticas, semi-globosas, con iniciación de espolón, color castaño casi negro, gelatinosas.
La pera 'Patamulo' tiene una maduración durante el invierno (en E. E. Aula Dei de Zaragoza). Aguanta en buenas condiciones un mes de almacenamiento en un ambiente refrigerado. Se usa como pera de mesa fresca, en cocina, y en la elaboración de perada.